# Ceratanthus
Ceratanthus  é um gênero botânico da família Lamiaceae

## Espécies
- Ceratanthus annamensis
- Ceratanthus becquerelii
- Ceratanthus calcaratus
- Ceratanthus garrettii
- Ceratanthus kerrii
- Ceratanthus longicornis
- Ceratanthus ocimoides
- Ceratanthus stolonifer